# Jussieu (Paris metro)
Jussieu är en tunnelbanestation i Paris metro för linjerna 7 och 10 i 5:e arrondissementet. Stationen öppnades 1931 och är belägen under Place Jussieu. Stationen är uppkallad efter släkten Jussieu.

## Stationens utseende
| Sidoperrong |                     |
|             | ← Cardinal Lemoine  |
|             | Gare d'Austerlitz → |
| Sidoperrong |                     |

| Sidoperrong |                   |
|             | ← Place Monge     |
|             | Sully – Morland → |
| Sidoperrong |                   |

## Omgivningar
- Saint-Nicolas-du-Chardonnet
- Square Capitan
- Square des Arènes de Lutèce
- Place Émile-Mâle

## Bilder
| - Tunnelbanestationen Jussieu. - Saint-Nicolas-du-Chardonnet. - Fontänen på Square Renè-Capitan. - Place Émile-Mâle. |